# Matana
Matana es una comuna de la provincia de Bururi en Burundi. En agosto de 2008 tenía una población censada de 42 777 habitantes.
Se encuentra ubicada al suroeste del país, en la región afromontana de Bururi, y cerca de la orilla oriental del lago Tanganica.